# Mesochorus pilosus
Mesochorus pilosus là một loài tò vò trong họ Ichneumonidae.